# Groupe d'escadrons blindés (Maroc)
Un groupe d'escadron blindés (GEB) est un type d'unité militaire marocaine, de la taille d'un bataillon ou d'un régiment de chars.

## Histoire
En 1967, l'armée royale compte un seul groupe d'escadrons blindés. Lors de la guerre du Sahara occidental contre le front Polisario, les GEB regroupent les chars marocains. Le 3e GEB est ainsi anéanti lors de la bataille de Lebouirate, perdant une cinquantaine de blindés. En 2018, l'armée royale regroupe de 14 à 16 GEB.

## Organisation
Il n'y a pas d'organisation type.
En général, une telle unité regroupe 1 escadron de commandement, 4 à 6 escadrons de blindés et 2 escadrons motorisés/mécanisés (l'un sert pour la reconnaissance, l'autre pour l'appui et les services). Une telle unité regroupe 50 à 60 chars de combat ou automitrailleuses et environ 30 véhicules de transport de troupes.